# قصي بن كلاب
قصي بن كلاب بن مرة القرشي الكناني (400-480م) هو الجد الثاني لشيبة بن هاشم المشهور باسم عبد المطلب، وهو الجد الرابع للنبي محمد. حصل على نفوذ واسع في مكة. ويعتبر أشهر زعيم في قبيلة قريش في عصر ما قبل الإسلام؛ إذ انتصر لقريش على باقي قبائل كنانة وخزاعة حين أخرجهم من مكة وجعل سكنى مكة خاصة لقريش من كنانة. وكانت إليه السدانة والسقاية والرفادة والندوة ولواء الحرب، و في عهده تأسست السيادة القرشية على مدينة مكة و أصبح قصي سيد مكة بلا منازع.

## نسبه
- هو : قصي بن كلاب بن مرة بن كعب بن لؤي بن غالب بن فهر بن مالك بن النضر بن كنانة بن خزيمة بن مدركة بن إلياس بن مضر بن نزار بن معد بن عدنان.[2]
- أمه : فاطمة بنت سعد بن سيل بن خير بن حمالة بن عوف بن غنم بن عامر بن عمرو بن جعثمة بن جعثمة بن يشكر بن مبشر بن صعب بن دهمان بن نصر بن زهران بن كعب بن الحارث بن كعب بن عبد الله بن مالك بن نصر بن الأزد بن الغوث بن نبت بن مالك بن زيد بن كهلان بن سبأ بن يشجب بن يعرب بن قحطان.[3]

## تاريخ قصي
يروى أن اسمه زيد وسمي قصياً لأن أمه تزوجت بعد وفاة أبيه كلاب بن مرة القرشي الكناني بربيعة بن حرام بن سعد بن زيد القضاعي وانتقلت به إلى الشام مع زوجها فسمي قصياً لقصوه عن أهله. شب قصي تحت رعاية ربيعة بن خزام على أنه أبوه، فكان أن تنازع مع بعض بني عذرة (أو بني خزاعة) فعيروه بأنه دخيل عليهم. فلما سأل أمه أخبرته بنسبه إلى قريش حيث يقيم أخوه زُهْرة بن كلاب وبنو عمه. فقدم مكة وحاز على سدانة الكعبة من أبي غبشان. حشد قريشا وبني كنانة وقضاعة على حرب خزاعة، فلما كثر القتل بينهم حكموا يعمر بن عوف فحكم بإسقاط الدماء ونقل ولاية البيت إلى قصي، فاجتمعت له سدانة الكعبة والرفادة والسقاية. قام بعد ذلك بتجميع قبائل قريش من بني كنانة في نواحي مكة، أعاد بناء الكعبة وبنى دار الندوة.

## مكة في عهد قصي
أصبحت مكة منذ آل أمرها إلى قريش على أيام قصي مركزًا للحياة الدينية في شبه الجزيرة العربية، تشد إليه الرحال، وتشخص إليه الأبصار، وفيها أكثر من كل جهة سواها، كانت ترعى الأشهر الحرم، بسبب وجود الكعبة المشرفة هناك، لذلك كله، ولمركزها الممتاز في تجارة العرب، كانت تعتبر وكأنها عاصمة شبه الجزيرة العربية.

## أولاده
تزوج من حُبّى بنت حليل بن سلول بن عمرو الخزاعية، وولدت له:
- عبد مناف بن قصي ، واسمه المغيرة.
- عبد الدار بن قصي ، واسمه عبد الله.
- عبد العزى بن قصي، أبو أسد بن عبد العزى بن قصي رهط خديجة بنت خويلد زوجة محمد الأولى، والزبير بن العوام.
- عبد قصي بن قصي ، واسمه عبد.
- برة بنت قصي.

ولهم أخت غير شقيقة هي:
- تخمر بنت قصي.